# Машта-аль-Халю
Машта-аль-Халю (араб. مشتى الحلو) — місто в Сирії. Знаходиться в провінції Тартус, у районі Сафіта. Є центром однойменної нохії. Розташоване за 45 км на північний схід від Тартусу.
Місто знаходиться на висоті 465 метрів над рівнем моря, у лісистій місцевості гір Ан-Нусарія.
| Сирія | Це незавершена стаття з географії Сирії. Ви можете допомогти проєкту, виправивши або дописавши її. |